# Son (Ardenas)
Son é uma comuna francesa na região administrativa de Grande Leste, no departamento das Ardenas. Estende-se por uma área de 9,03 km². Em 2010 a comuna tinha 98 habitantes (densidade: 10,9 hab./km²).